# Sangamon County
Sangamon County is een county in de Amerikaanse staat Illinois.
De county heeft een landoppervlakte van 2.249 km² en telt 188.951 inwoners (volkstelling 2000). De hoofdplaats is Springfield.